# Johann Nepomuk Maelzel
Pour les articles homonymes, voir Mälzel.

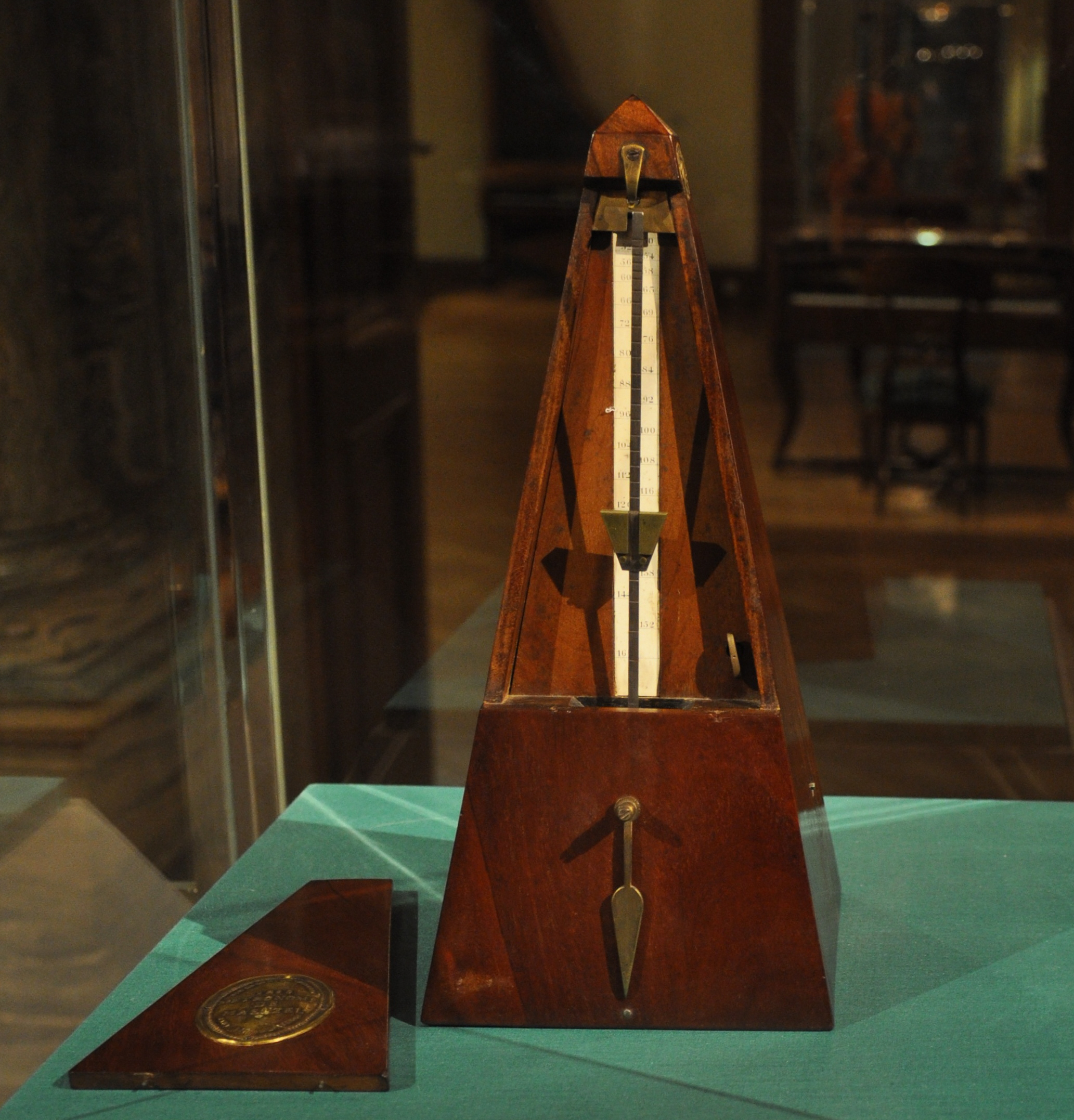
Un métronome original de Jean-Népomucène Maelzel (Paris, 1815).

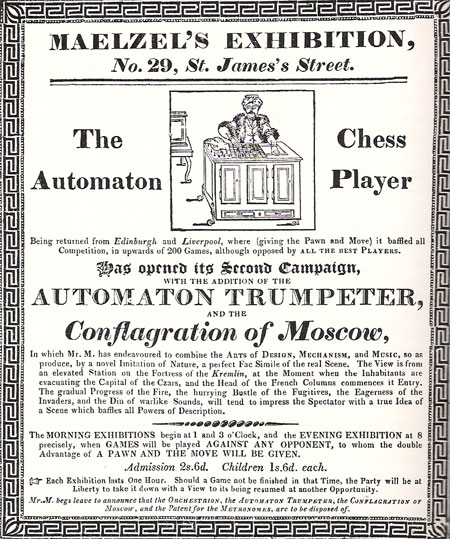
Réclame pour une exhibition de l'automate joueur d'échecs.

Johann Nepomuk Maelzel (Mälzel en allemand ; né le 15 août 1772 à Ratisbonne et mort le 21 juillet 1838 au large des côtes de La Guaira au Venezuela) était un inventeur et ingénieur bavarois célèbre notamment pour avoir fait breveter le métronome et pour avoir pris part au canular du Turc mécanique au début du XIXe siècle.

## Les inventions de Maelzel
Né à Ratisbonne d'un père facteur d'orgues, il a un frère Leonhard Mälzel. 
Johann Nepomuk Maelzel reçut une éducation musicale complète et s'installa à Vienne en 1792. Il y inventa le panharmonicon, instrument de musique automatique capable de jouer les différents instruments d'une fanfare militaire par la mise en jeu d'un soufflet et de rouleaux mécaniques. C'est son ami Ludwig van Beethoven qui inaugura ce singulier instrument avec La Victoire de Wellington en 1813. Beethoven rendit hommage à Maelzel, inventeur du métronome, dans le second mouvement humoristique de sa Huitième symphonie. Plus tard Maelzel conçut pour lui plusieurs appareils acoustiques aujourd'hui exposés dans le musée Beethoven à Bonn.
Outre le métronome qu'il fit breveter en 1815 (pour lequel il s'était inspiré des travaux antérieurs de Winkel), Maelzel mit au point un automate à trompette et une poupée parlante aux yeux mobiles.

## L'affaire du Turc mécanique
Johann Wolfgang von Kempelen avait construit en 1769 un automate soi-disant doté de la faculté de jouer aux échecs. En réalité, ce n'était qu'une illusion, le meuble possédait un autre compartiment secret dans lequel un joueur humain pouvait se glisser, et manipuler le mannequin, tel un marionnettiste. L'automate était alors capable de jouer une vraie partie d'échecs contre un adversaire humain. Grâce au talent de ses joueurs cachés, le Turc mécanique remporta la plupart des parties d'échec auxquelles il participa. Après la mort de Kempelen en 1804, son invention passa entre de nombreuses mains, pour finalement terminer dans celles de Maelzel. Le secret de son fonctionnement demeurait toutefois bien gardé, et bien que de nombreuses personnes suspectassent le canular, il était difficile de le prouver, et il restait encore assez de mystère pour que le Turc mécanique continuât ses tournées. En 1809, le Turc mécanique aurait vaincu Napoléon Ier à Schönbrunn, durant la campagne de Wagram.
Maelzel fit jouer le Turc mécanique en France et en Angleterre, mais, face à une accumulation de dettes, s'enfuit d'Europe pour exposer le Turc mécanique aux États-Unis d'Amérique. En 1820, en Angleterre, Charles Babbage, un des précurseurs de l'informatique, joua une partie contre l'automate. La tournée des États-Unis fut une réussite, et Maelzel décida d'emmener le Turc mécanique à Cuba en prévision d'une tournée sud-américaine. Toutefois, pendant leur séjour, son secrétaire et homme de confiance, William Schlumberger, mourut. De nombreux témoignages indiquent qu'il était l'homme à l'intérieur du Turc mécanique qui jouait réellement les parties ; il était un joueur d'échec expérimenté. Sans que l'on sache si cela est vrai, après la mort de Schlumberger, l'équipe de Maelzel le déserta, et l'homme ruiné reprit la mer pour les États-Unis. À bord du navire, il prit l'habitude de boire seul dans sa cabine, et vers la fin du voyage, Maelzel fut retrouvé mort dans ses appartements, et son corps fut confié à l'océan.